# Zoo di Lipsia
Lo zoo di Lipsia è un giardino zoologico e parco faunistico situato nel comune di Lipsia in Germania. Realizzato nel 1878 da Ernst Pinkert, il parco copre un'area di circa 26 ettari.
È uno degli zoo più ricchi di specie in Europa ed occupa il secondo posto nella speciale classifica stilata dall'esperto inglese Anthony Sheridan dei migliori zoo europei, nonché il primo nel territorio nazionale tedesco.

## Alcuni animali ospitati nello zoo

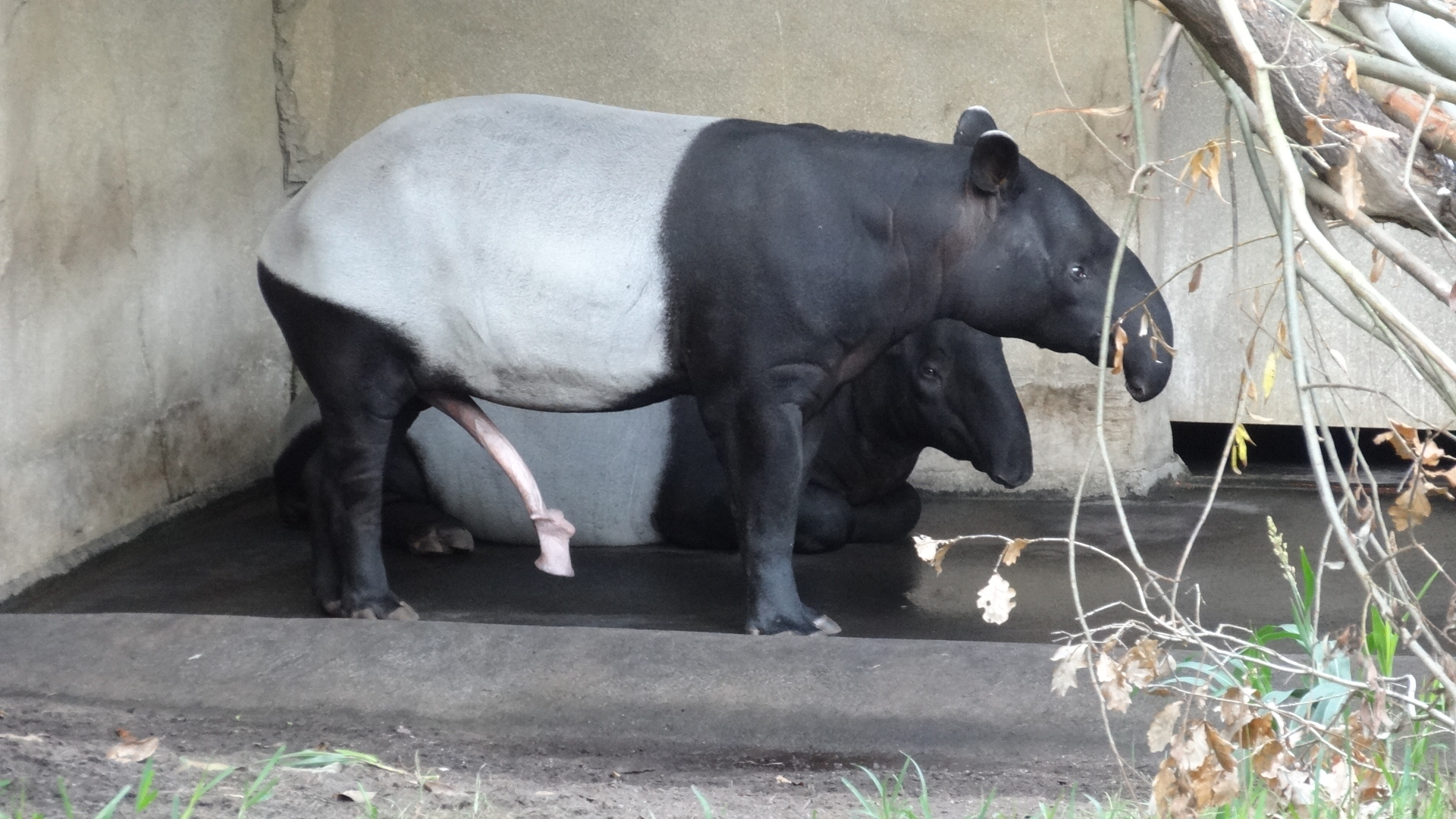
Tapiri malesi
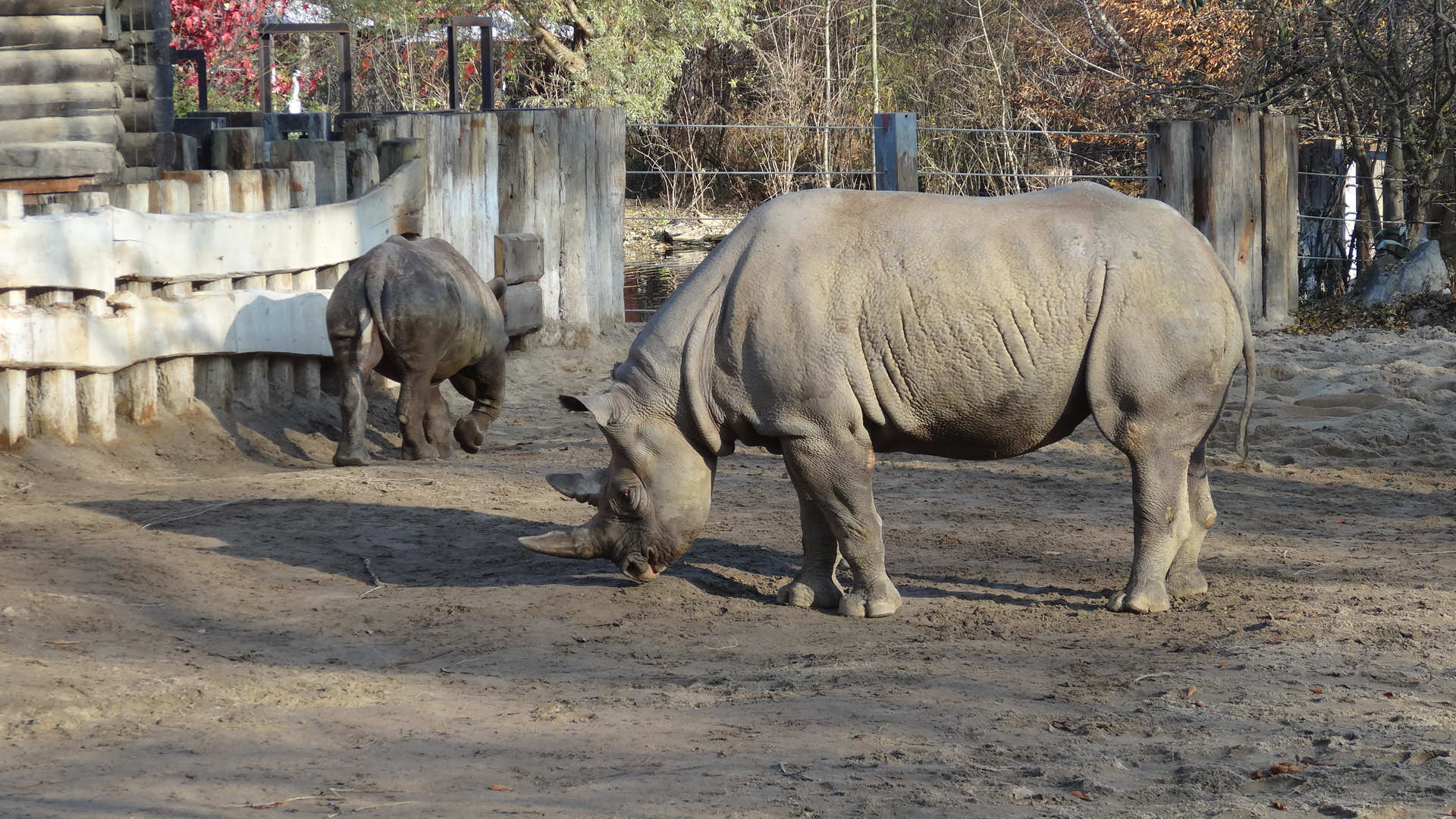
Rinoceronti neri
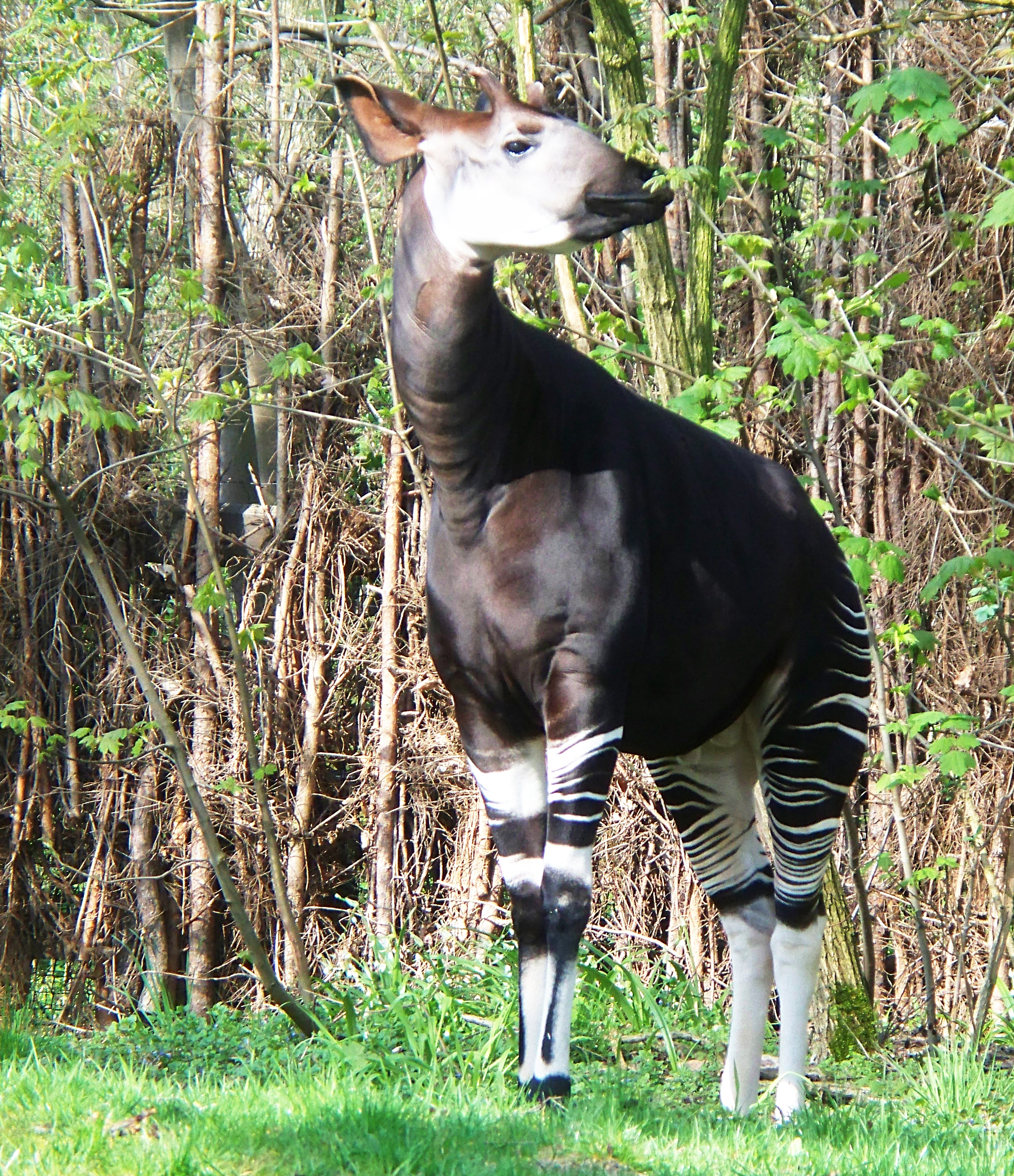
Okapi
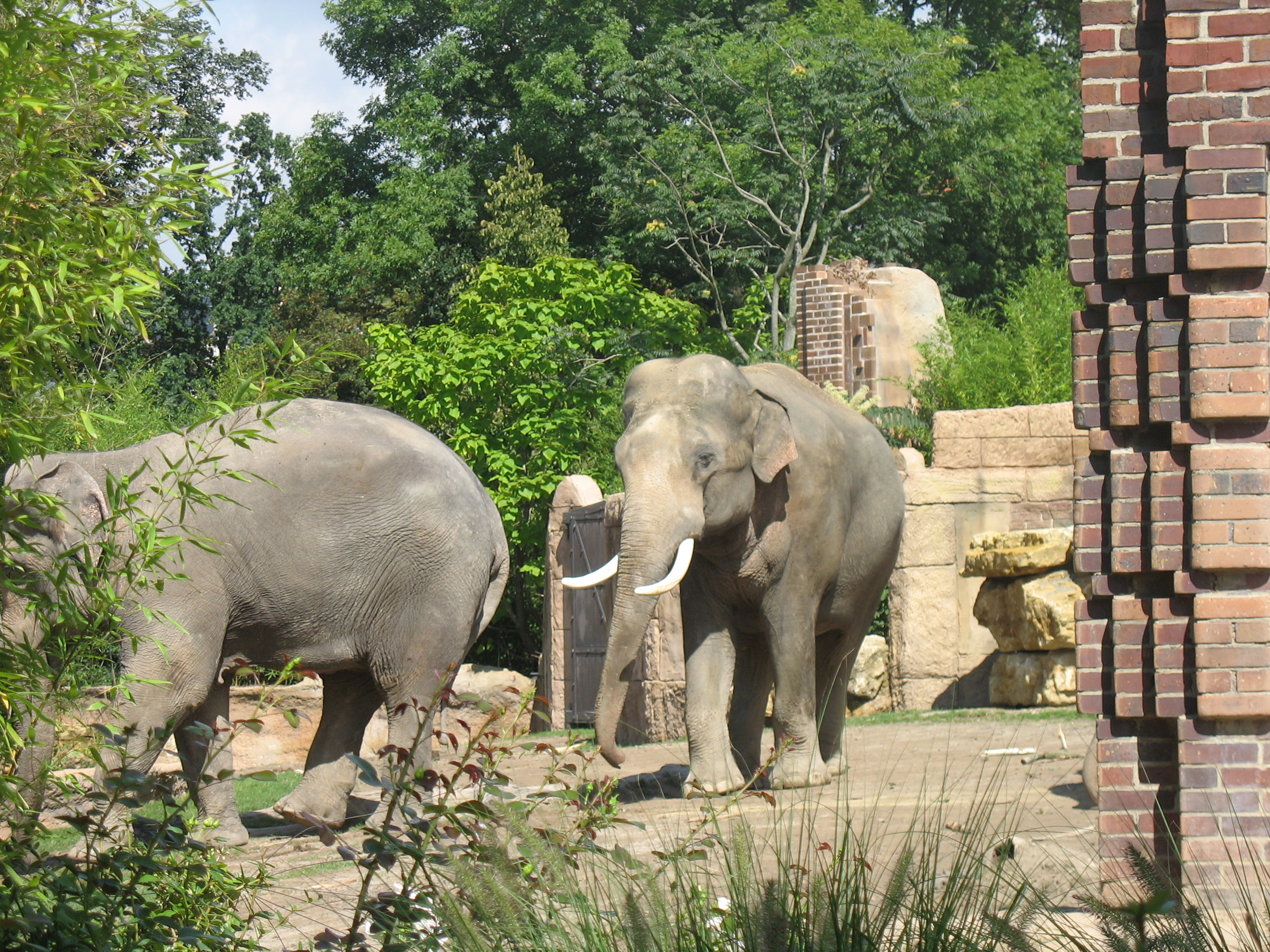
Elefanti asiatici